# آرلینگتون، شهرستان هریسون، ویرجینیای غربی
آرلینگتون (به انگلیسی: Arlington) یک منطقهٔ مسکونی در ایالات متحده آمریکا است که در شهرستان هریسون، ویرجینیای غربی واقع شده‌است.